# Municipio de Huehuetoca
El municipio de Huehuetoca es uno de los 125 municipios del estado de México, se localiza al norte del Valle de México, en la parte centro de la República Mexicana, a 66 kilómetros de la Ciudad de México. Tiene una superficie de 118.853 km² y su cabecera municipal es Huehuetoca. Limita al norte con el estado de Hidalgo y con el municipio de Tequixquiac; al sur, con Coyotepec y con Tepotzotlán; al este, con Tequixquiac, Zumpango y Coyotepec, y al oeste con Tepotzotlán y el estado de Hidalgo. Hasta el Censo de Población y Vivienda del INEGI 2020, había 163,244 habitantes en el municipio.
Cuenta con dos regiones con variantes de clima: la primera, en la cabecera municipal y barrios cercanos con un clima templado seco. Por otro lado, en las regiones altas, que cuentan con reservas verdes, el clima es templado húmedo.
Huehuetoca estuvo contemplado dentro del proyecto de ordenamiento territorial y gestión urbana denominado "Ciudades Bicentenario", la proliferación de viviendas causó que el municipio tuviera un crecimiento desordenado. La corrupción de las autoridades locales y estatales trajo consigo un deterioro de las zonas agrícolas de las áreas naturales y un incremento de la inseguridad, debido a malas gestiones urbanas de gentrificación.
Durante las últimas dos décadas, la actividad económica del municipio ha cambiado, dejando de ser semirrural a depender de empresas prestadoras de servicios, parques industriales y micro comercio.

## Toponimia
Huehuetoca es un nombre proveniente del náhuatl y compuesto por las palabras huehue que significa viejo y toca que puede interpretarce como  hablar, con esto Huehuetoca significaria Lugar de la Vieja Habla, según Manuel de Olaguibel. Hay otras definiciones como la de don Hipólito Vega que se traduce como Lugar de Atabales.

## Gobierno
Cronología de los presidentes municipales del municipio de Huehuetoca.
| Presidente municipal          | Periodo   |
| ----------------------------- | --------- |
| Marco Antonio Velásquez Reyna | 1997-2000 |
| Ramiro Martínez Ortega        | 2000-2003 |
| Ignacio Reyna Corona          | 2003-2006 |
| Salvador Quezada Ortega       | 2006-2009 |
| Juan Manuel López Adan        | 2009-2012 |
| Benito Jiménez Martínez       | 2012-2015 |
| José Luis Castro Chimal       | 2015-2018 |
| José Luis Castro Chimal       | 2019-2021 |
| Milton Castañeda Díaz         | 2022-2024 |
| Juan Manuel López Adán        | 2025-2027 |

## Demografía
El municipio de Huehuetoca registró en el Censo de Población y Vivienda realizado en 2010 por el Instituto Nacional de Estadística y Geografía un total de 100 023 habitantes, de los que 49 372 son hombres y 50 651 son mujeres.

### Localidades
En el municipio de Huehuetoca se localizan un total de 566 localidades, siendo las principales y su población en 2020 las siguientes:
| Localidad                  | Población |
| Total Municipio            | 163 244   |
| Unidad Santa Teresa        | 56,460    |
| Huehuetoca                 | 11,760    |
| Ex-hacienda de Jalpa       | 9,105     |
| San Bartolo                | 11,134    |
| Salitrillo                 | 7,699     |
| San Miguel Jagüeyes        | 4 201     |
| San Pedro Xalpa            | 4 168     |
| El Dorado Huehuetoca       | 2 964     |
| Villa URBI del Rey         | 3 616     |
| Santa María                | 3 604     |
| El Dorado Huehuetoca       | 2 964     |
| Unidad San Miguel Jagüeyes | 2 919     |
| Jorobas                    | 2 439     |
| Casa Nueva                 | 1 578     |
| La Cañada                  | 1 220     |

## Oferta Cultural
El municipio cuenta con el Centro de Artes José Pablo Moncayo, ubicado en el barrio de Salitrillo y fundado el 22 de noviembre de 1994, así como el Auditorio de la Casa de Cultura Sor Juana Inés de la Cruz 
Dentro del municipio se puede encontrar las siguientes bibliotecas: 
- Prof. Antonio Gutiérrez Gutiérrez, en Salitrillo[11]
- Profa. Agripina Benítez Barrera, en Fracc. Exhacienda Xalpa.
- Profa. Hortensia Benigna Sánchez, en San Miguel de los Jagüeyes.
- Prof. José Antonio Ortiz Pérez [12]

De la misma manera se puede visitar el museo regional, Parque Estación Ferrocarril, construido en la antigua estación sobre la línea troncal México-Laredo de Tamaulipas del Ferrocarril Nacional Mexicano edificado en 1880.
Igualmente se encuentra la Exhacienda Xalpa fundada en 1560 por Diego Ruíz de León y Ana de León.
La Casa de los Virreyes que ha servido como juzgado de letras, cárcel y pulquería.
El Acueducto de Huehuetoca, construido en 1607.

## Gastronomía
Los platillos fuertes son las barbacoas de cordero y barbacoa de cerdo, arroz con mole y pierna de pavo o pollo, nopalitos, carnitas de cerdo con cueritos y gusano de maguey. En realidad no hay algún platillo típico del municipio, por lo que lo habitual sería encontrar platillos típicos del país.